# The Ultimate Fighter Latin America 2 Finale: Magny vs. Gastelum
The Ultimate Fighter Latin America 2 Finale: Magny vs. Gastelum è stato un evento di arti marziali miste tenuto dalla Ultimate Fighting Championship svolto il 21 novembre 2015 all'Arena Monterrey di Monterrey, Messico.

## Retroscena
L'evento ospitò le finali dei pesi leggeri e dei pesi welter della seconda stagione del reality show The Ultimate Fighter: Latin America.
L'incontro tra Matt Brown e Kelvin Gastelum venne organizzato come main event della card. Tuttavia, il 2 novembre, Brown dovette rinunciare al match a causa di un infortunio alla caviglia subito in allenamento. Al suo posto venne inserito Neil Magny.
Damian Stasiak avrebbe dovuto affrontare Erik Pérez. Tuttavia, Stasiak venne rimosso dalla card e rimpiazzato da Taylor Lapilus.

## Risultati
|                                                         | Divisione                      |                                |                                |                                | Metodo                                      | Round                          | Tempo                          | Premio                         |
| Card Principale (Fox Sports 1)                          | Card Principale (Fox Sports 1) | Card Principale (Fox Sports 1) | Card Principale (Fox Sports 1) | Card Principale (Fox Sports 1) | Card Principale (Fox Sports 1)              | Card Principale (Fox Sports 1) | Card Principale (Fox Sports 1) | Card Principale (Fox Sports 1) |
| ------------------------------------------------------- | ------------------------------ | ------------------------------ | ------------------------------ | ------------------------------ | ------------------------------------------- | ------------------------------ | ------------------------------ | ------------------------------ |
|                                                         | Pesi Welter                    | Neil Magny                     | batte                          | Kelvin Gastelum                | Decisione non unanime (47-48, 48-47, 48-47) | 5                              | 5:00                           | FOTN                           |
|                                                         | Pesi Piuma                     | Ricardo Lamas                  | batte                          | Diego Sanchez                  | Decisione unanime (30-27, 30-27, 30-27)     | 3                              | 5:00                           |                                |
|                                                         | Pesi Mosca                     | Henry Cejudo                   | batte                          | Jussier Formiga                | Decisione non unanime (30-27, 28-29, 30-27) | 3                              | 5:00                           |                                |
| Finale del torneo The Ultimate Fighter: Latin America 2 | Pesi Welter                    | Erick Montano                  | batte                          | Enrique Marin                  | Decisione non unanime (29-28, 28-29, 29-28) | 3                              | 5:00                           |                                |
| Finale del torneo The Ultimate Fighter: Latin America 2 | Pesi Leggeri                   | Enrique Barzola                | batte                          | Horacio Gutiérrez              | Decisione unanime (30-27, 30-27, 30-26)     | 3                              | 5:00                           |                                |
|                                                         | Pesi Leggeri                   | Leandro Silva                  | batte                          | Efrain Escudero                | Decisione unanime (29-28, 29-28, 29-28)     | 3                              | 5:00                           |                                |
| Card Preliminare (Fox Sports 1)                         |                                |                                |                                |                                |                                             |                                |                                |                                |
|                                                         | Pesi Gallo                     | Erik Pérez                     | batte                          | Taylor Lapilus                 | Decisione unanime (29-28, 29-28, 29-28)     | 3                              | 5:00                           |                                |
|                                                         | Pesi Welter                    | Bartosz Fabinski               | batte                          | Hector Urbina                  | Decisione unanime (29-28, 30-27, 30-27)     | 3                              | 5:00                           |                                |
|                                                         | Pesi Gallo                     | Alejandro Pérez                | batte                          | Scott Jorgensen                | KO Tecnuico (infortunio alla caviglia)      | 2                              | 4:26                           |                                |
|                                                         | Pesi Piuma                     | Andre Fili                     | batte                          | Gabriel Benitez                | KO (calcio alla testa e pugni)              | 1                              | 3:13                           | POTN                           |
| Card Preliminare (UFC Fight Pass)                       |                                |                                |                                |                                |                                             |                                |                                |                                |
|                                                         | Pesi Welter                    | Alvaro Herrera                 | batte                          | Vernon Ramos                   | KO (pugni)                                  | 1                              | 0:30                           |                                |
|                                                         | Pesi Leggeri                   | Polo Reyes                     | batte                          | Cezar Arzamendia               | KO (pugno)                                  | 1                              | 3:42                           | POTN                           |
|                                                         | Pesi Leggeri                   | Michel Prazeres                | batte                          | Valmir Lázaro                  | Decisione non unanime (29-28, 28-29, 29-28) | 3                              | 5:00                           |                                |

## Premi
I lottatori premiati ricevettero un bonus di 50.000 dollari.
Legenda:
- FOTN: Fight of the Night (vengono premiati entrambi gli atleti per il miglior incontro dell'evento)
- POTN: Performance of the Night (viene premiato il vincitore per la migliore performance dell'evento)

## Incontri Annullati
|  | Divisione   |            |        |                 | Motivo                     |
|  | ----------- | ---------- | ------ | --------------- | -------------------------- |
|  | Pesi Welter | Matt Brown | contro | Kelvin Gastelum | Brown subì un infortunio   |
|  | Pesi Gallo  | Erik Pérez | contro | Damian Stasiak  | Stasiak subì un infortunio |